# Furcoribula bilamellata
Furcoribula bilamellata är en kvalsterart som först beskrevs av Hall 1911.  Furcoribula bilamellata ingår i släktet Furcoribula och familjen Astegistidae. Inga underarter finns listade i Catalogue of Life.